# Jules Rummens
Julianus Josephus (Jules) Rummens (Antwerpen, 1 maart 1905 – 2000) was een Nederlandse beeldhouwer, glazenier, schilder en docent.

## Leven en werk
Rummens was een zoon van de Roermondse strijkster Maria Antonetta Hubertina Rummens. Zijn grootvader Corneille Rummens werkte als beeldhouwer bij het Atelier Cuypers-Stoltzenberg. Rummens werd opgeleid aan de gemeentelijke tekenschool in Roermond (1919-1924). Van 1924 tot 1927 was hij docent bij de NV Kunstwerkplaatsen in Roermond. In de jaren dertig studeerde hij aan de Académie des beaux-arts in Parijs. Met Piet Schoenmakers, Jozef Thissen en Victor Sprenkels behoorde hij tot de eerste docenten van het Instituut voor beeldende kunst in Roermond, dat in 1947 van start ging. Leerlingen van Rummens waren Bob Booms, Leo Hofman en Jan Tullemans.
Rummens werkte enige tijd bij het atelier Cuypers en voor het Atelier St. Joris in Beesel. Hij schilderde landschappen, stillevens en religieuze voorstellingen en maakte of ontwierp houtsnijwerk, glas-in-loodramen en keramische beelden. Het glas in lood voor Assen en Spoordonk werd uitgevoerd bij de Roermondse firma Soentjens, zijn keramisch werk bij St. Joris. Hij illustreerde ook boeken van zijn jeugdvriend, de joodse schrijver Jacob Hiegentlich. Rummens was lid van de Kunstkring Roermond en de Algemene Katholieke Kunstenaarsvereniging.

## Werken (selectie)

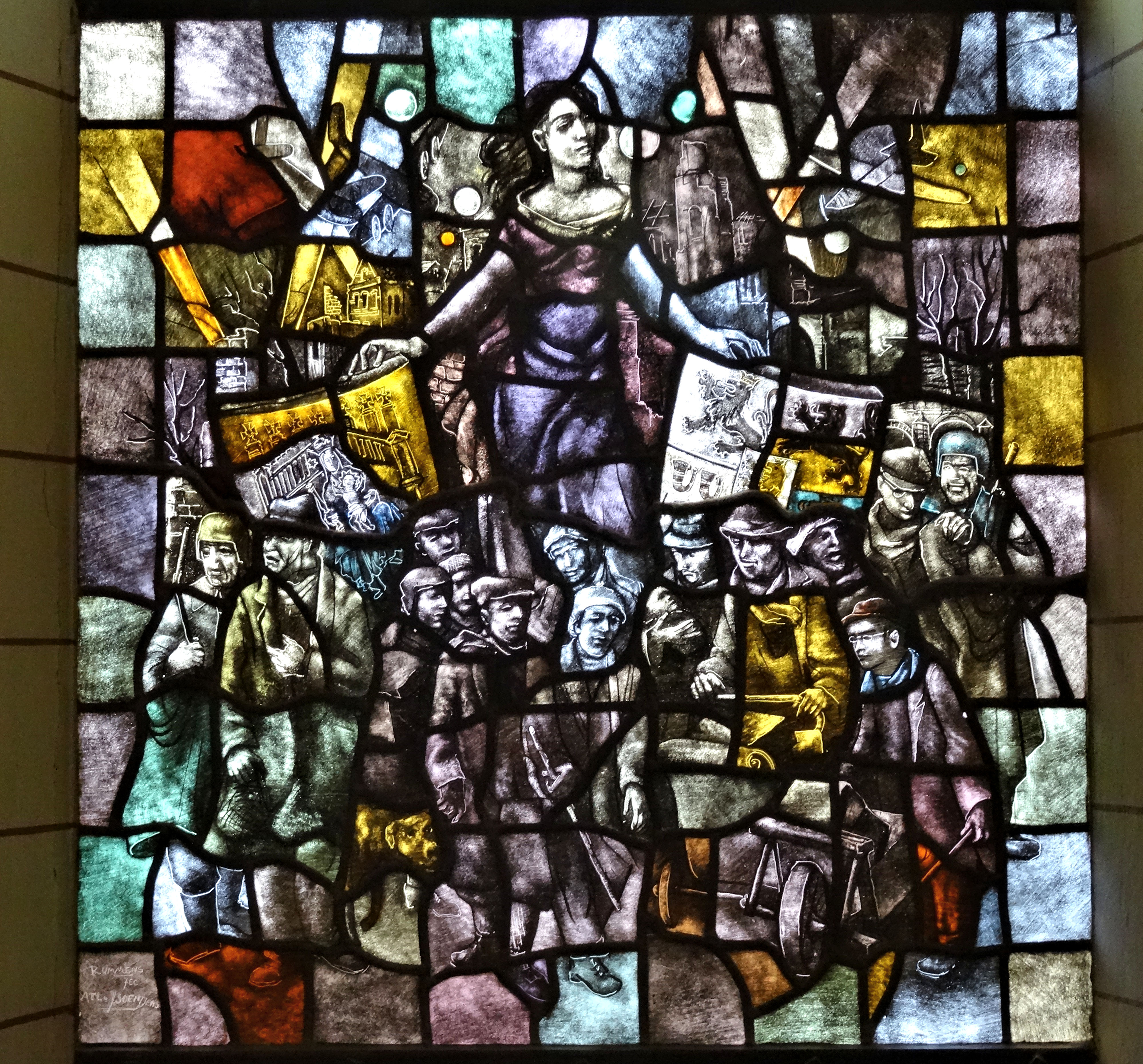
Detail Gedenkraam Limburgse evacués

- 1949 Gedenkraam Limburgse evacués, (voormalig) provinciehuis Assen
- 1949 Oorlogsmonument Hartebrugkerk in Leiden
- 1953 Vredesmonument Stramproy
- 1954 kruisbeeld voor de St. Corneliusput in Roermond (vernield in 2008, Paul Vincken maakte een nieuw exemplaar)
- 1961 De verrezen Christus, Melick
- ramen voor de Sint-Sebastianuskerk in Herkenbosch
- terracotta reliëfs voor de zijaltaren van Maria, Hulp der Christenen en van Don Bosco voor de Sint-Theresiakerk en Don Boscokerk in Lauradorp
- acht ramen voor het middenschip van de Sint-Bernadettekerk in Spoordonk, met taferelen uit de Bijbel en uit het leven van Bernadette Soubirous.[4]